# Mubadala Investment Company
Le groupe Mubadala (en arabe : شركة مبادلة للتنمية) ou Mubadala Development Company, est une société d'investissement appartenant au gouvernement d'Abou Dabi, un des émirats des Émirats arabes unis. Son objectif est de diversifier l'activité économique de la région et d'aider à son essor économique.
Fondé en octobre 2002, c'est l'un des principaux fonds d'investissement moyens-orientaux. Il possède des parts dans de nombreuses sociétés à travers le monde dont 8,1 % d'Advanced Micro Devices et 25 % de Leaseplan, leader mondial de la location longue durée.
Mubadala dont le siège des opérations en Afrique est localisé en Tanzanie, s'est associé avec l'opérateur de télécommunications Etisalat dans une coentreprise au Nigeria (EMTS). Les deux partenaires espèrent faire de l'ombre au géant Globacom (en). Ils ont choisi le français Alcatel-Lucent (également fournisseur de Globacom) via sa filiale chinoise Alcatel Shanghai Bell et le Chinois Huawei pour la fourniture des équipements.
Son PDG actuel est, depuis 2010, l'Emirati Khaldoon Khalifa al-Mubarak.

## Développement
Mubadala investit au niveau local dans de nombreux projets, dans des secteurs aussi variés que l'énergie, l'industrie, l'aéronautique, l'immobilier ou encore les télécommunications. Ainsi, il peut investir soit directement dans le projet, soit en partenariat avec des grandes multinationales. Dans ce cas, Mubadala noue des accords (avec parfois des transferts de technologies) avec des acteurs majeurs des secteurs en question.
En janvier 2016, Khaldoon Khalifa al-Mubarakm le PDG de la société, annonce que Mubadala a pour projet d'ouvrir des bureaux en Asie, notamment en Chine et en Inde.
Il confirme également que Mubadala prépare un partenariat avec la banque japonaise SoftBank pour investir jusqu'à 100 milliards de dollars dans un fonds de technologie.

## Investissements et partenariats
Mubadala a conclu plusieurs partenariats avec des multinationales, parmi lesquelles General Electric, EADS, ou encore Rolls-Royce.

### General Electric
Le 22 juillet 2008, Mubadala conclut un partenariat de 8 milliards de dollars avec General Electric en vue d'investir conjointement dans les secteurs de la finance, les énergies propres, les transports, l'industrie et la formation. Un fonds régional, le Mubadala Investment Partners, est doté de 300 millions de dollars en association avec General Electric et Crédit suisse. Son objectif est de subvenir aux besoins en électricité, eau, transports et télécommunications au Moyen-Orient, en Afrique du Nord et en Turquie. Mubadala a par ailleurs l'intention d'entrer davantage au capital de General Electric pour en devenir un des principaux actionnaires.

### EADS
Le 14 novembre 2009, EADS et Mubadala inaugurent à El-Ain la première usine de composants aéronautiques établie dans le Golfe. Cette présence dans la construction aéronautique s'inscrit dans la volonté du Golfe de devenir un "hub" aérien entre l'Europe et l'Asie.

### Veolia Eau
Le 7 octobre 2008, Mubadala a signé un accord de coentreprise avec Veolia Eau afin de développer la production d'eau, la collecte et le traitement des eaux usées au Moyen-Orient et en Afrique du Nord.

### Fonds stratégique d'investissement
Le 26 mai 2009, le Fonds stratégique d'investissement de France et Mubadala signent un protocole d'entente afin d'effectuer des investissements conjoints en France. Ce contrat est signé à l'occasion de la visite officielle du Président de la République Nicolas Sarkozy à Abou Dhabi.
Le 15 septembre 2021, Mubadala a annoncé que les Émirats arabes unis investiraient près de 12 milliards d'euros dans les secteurs de la technologie, de l'infrastructure et de la transition énergétique au Royaume-Uni. Les investissements et le nouvel accord de partenariat montrent que les ÉAU et le Royaume-Uni sont passés d'un point bas dans leur relation, qui s'est produite en mai 2018 lorsque Matthew Hedges a été détenue et torturée aux ÉAU. Trois ans plus tard, il attend toujours la vérité et la justice. Les autorités des Émirats ont refusé de répondre à la plainte qui leur a été soumise à travers le Bureau étranger britannique. Il est clair qu'ils n'ont aucun intérêt à découvrir qui était responsable de son abus,.
Le président français, Emmanuel Macron, qui a pris de nombreuses mesures pour augmenter les investissements du golfe Persique en France, avait exprimé un fort désir pour le nouveau bureau. À la fin de 2019, la banque a fait un investissement indépendant dans Looping Group d'opérateur de parc de loisirs français tout en contribuant également à 1 milliard de dollars au fonds lac d'argent établi par la Banque d'investissement publique française Bpifrance. De plus, Khaldoon Al Mubarak, directeur général et PDG du Fonds, a finalement conclu que Londres devrait continuer d'être son principal centre d'investissement européen.

### Verno Capital
Le 30 novembre 2010, Mubadala annonce investir pour 100 millions $ dans le fonds d'investissement russe Verno Capital, devenant le premier investissement effectué en Russie.

### Vivalto Santé
En décembre 2015, Mubadala Development compagny reprend, en partenariat avec CDC International Capital, le groupe de cliniques privées Vivalto, auparavant détenu par les fonds Omnes et Parquest. D'autres actionnaires complètent le tour de table pour former Vivalto Santé Holding : Arkea Capital Parteners, BNP Paribas Développement, Crédit Agricole, et MACSF. Le groupement compose 66 % du capital de Vivalto Santé, le reste étant composé de l'actionnariat de praticiens et de salariés du groupe.
Cette reprise s'est ensuite traduite par une restructuration de la dette du groupe, et surtout d'une très forte croissance externe, passant de 14 établissements en 2015 à 40 en 2020. Le groupe est aujourd'hui le troisième acteur de l'hospitalisation privée en France.

## Anciens investissements

### Ferrari
Mubadala a repris 5 % du capital de la marque automobile Ferrari à l'été 2005 à la banque italienne Mediobanca, avant de céder ses parts à Fiat en 2010. Durant cette période, Mubadala a sponsorisé Ferrari pour les courses de Formule 1, et le logo est apparu sur les côtés du nez des véhicules en compétition.